# کورن دا کامپ
کورن دا کامپ (به لاتین: Corn da Camp) یک کوه در سوئیس است که در کانتون گراوبوندن واقع شده‌است. کورن دا کامپ ۳٬۲۳۲ متر بالاتر از سطح دریا واقع شده‌است.